# 川崎港
川崎港（かわさきこう）は、神奈川県川崎市の東京湾岸にある港湾。港湾管理者は川崎市。
港湾法上の国際戦略港湾に指定されている。港則法・関税法上は東京港・横浜港と合わせて京浜港と見なされ、京浜港川崎区となる。
取扱貨物量では国内第10位（6,852万トン、2022年度）、貿易額では国内11位（2兆2824億円、平成15年度）の規模。

## 概要
川崎港は東京湾に面し、北に東京港、南に横浜港の二大商港に挟まれ、京浜工業地帯の中心部に位置する工業港である。川崎市の7つの行政区のうち東京湾に面するのは川崎区のみで、臨港地区も川崎区のみに展開する。周辺は東京湾岸道路や東京湾横断道路などの広域交通網が整備されており、東京国際空港（羽田空港）にも近い。
明治末期から埋め立てが始まり、1926年（大正15年）に開港。以来、京浜工業地帯の主要産業である鉄鋼、石油精製、石油化学、電気機器、金属、食品等の日本有数の産業を背域産業に持つ工業港として発展してきた。
1998年（平成10年）には、東扇島地区にかわさきファズ物流センター（K-FAZ）が稼働し、かわさき港コンテナターミナル（KCT）とともに商業港としての発展も図られている。なおKCTを運営していた第三セクターは取扱貨物量の低迷で経営不振に陥り2004年に破産。現在は市直営の公共コンテナ埠頭として管理運営されている。
コンテナターミナルの運営体制混乱により一部船社が利用を敬遠したこともあって外貿コンテナ取扱個数は一時2万TEU台まで落ち込んだ。その後貨物量は若干持ち直し、2006年の外貿コンテナ取扱個数（速報値）は35,147TEU（05年比1.9％増）。しかし年20万-30万TEU程度は扱える施設規模を勘案すると、コンテナ取扱量は国内20位以下と、いまだに取扱個数は低迷を脱しておらず、国内1、2位のコンテナポートとして活況を呈している近隣の東京港、横浜港と比べてもその閑散ぶりは際立っている。
その一方で、東京湾岸道路で京浜両港と直結されている利便性から、東扇島地区には国内有数の冷凍・冷蔵倉庫群が立地しているほか、FAZ施設に近接した総合物流拠点用地も近年開発が活発化している。こうした保管・流通機能施設の充実を踏まえ、隣接したコンテナ埠頭を今後どのように活性化し、利用促進していくかが同港にとっての最重要課題のひとつである。港一帯は2017年（平成29年）10月7日にみなとオアシスの登録をし、川崎マリエンを代表施設にみなとオアシス川崎として川崎港の観光及び地域振興のさらなる推進を図るため、交流機能や情報発信力を高め、川崎港の振興と観光都市として魅力あるまちづくりを図っている。さらに近年は、首都圏直下型地震や南関東大地震などの大規模災害に備える防災拠点としての役割も果たすべく、基幹的広域防災拠点（東扇島東公園）が整備された。

## 港勢
- 入港船舶（平成14年度）

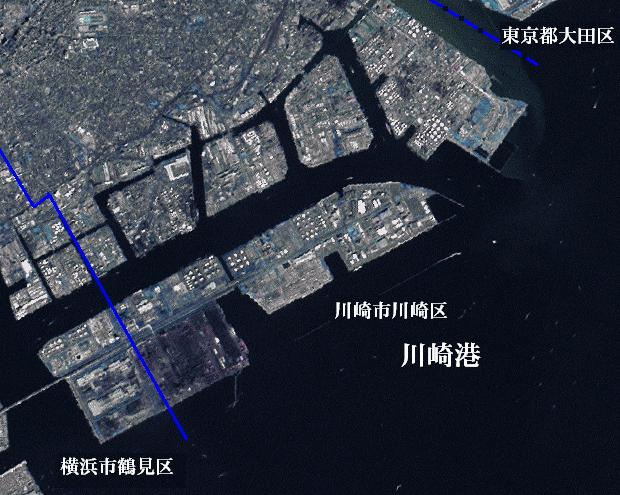
川崎港のランドサット画像

  - 隻数　36,629隻（外航船：2,600隻、内航船：34,029隻）
  - 総トン数　90,642,097総トン（外航船：62,105,403総トン、内航船：28,536,694総トン）
- 海上出入貨物（平成15年度）
  - 取扱貨物量　96,327千トン（外貿59.6%、内貿40.4%）
  - 輸出　4,654千トン
  - 主要な輸出産品の内訳は、完成車両（52.5%、以下いずれも平成15年度）、化学薬品（15.1%）、金属くず（7.8%）、コークス（6.4%）、砂利・砂（5.1%）など（その他は13.1%）。
  - 輸入　52,738千トン
  - 主要な輸入産品の内訳は、原油（41.6%、以下いずれも平成15年度）、LNG（22.5%）、鉄鉱石（10.2%）、石炭（9.5%）、石油製品（4.3%）など（その他は11.9%）。
- 貿易額（平成15年度）
  - 輸出　884,833,757千円
  - 輸入　1,397,637,131千円
  - 合計　2,282,470,888千円

## 歴史
- 1926年（大正15年）11月1日　開港
- 1935年（昭和10年）4月　横浜税関川崎出張所（現・横浜税関川崎税関支署）を設置
- 1955年（昭和30年）　川崎港として貿易統計の計上を開始する
- 1989年（平成元年）7月　横浜税関川崎税関支署東扇島出張所を設置
- 1990年（平成2年）　東扇島の埋め立てが完了
- 1998年（平成10年）　「かわさきファズ物流センター（K-FAZ）」が稼働